# Without You (canção de Badfinger)
"Without You" é uma música escrita por Pete Ham e Tom Evans, do grupo de rock britânico Badfinger, e lançada pela primeira vez em seu álbum de 1970, No Dice. A power ballad foi regravada por mais de 180 artistas e as versões lançadas como singles por Harry Nilsson (1971) e Mariah Carey (1994) se tornaram muito bem sucedidas mundialmente. Paul McCartney certa vez descreveu a balada como "a música matadora de todos os tempos".
Em 1972, os escritores Ham e Evans receberam o Prêmio Ivor Novello da Academia Britânica de Melhor Canção Musical e Liricamente.

## Versão de Mariah Carey
A versão da artista musical estadunidense Mariah Carey, baseada na versão de Harry Nilsson e não no original de Badfinger, foi lançada como o terceiro single do Music Box no primeiro trimestre de 1994, sua data de lançamento nos EUA foi em 24 de janeiro de 1994, caindo apenas mais de uma semana após a morte de Nilsson, após um ataque cardíaco em 15 de janeiro de 1994. Nos EUA, "Without You" foi promovido como Lado A duplo com "Never Forget You". Enquanto ela ouvia a versão de Nilsson quando era muito jovem, a decisão de Carey de refazer seu hit foi baseada em uma audiência aleatória durante o tempo em que ela estava gravando o Music Box: ""Eu ouvi essa música em um restaurante e sabia que seria um grande sucesso internacional" lembra Carey. "Without You" foi incluído mais tarde em algumas gravações fora dos EUA de seus álbuns de compilação #1's (1998) and #1 to Infinity (2015), e sua compilação de 2001, Greatest Hits. "Without You" também foi incluído em sua compilação de 2009, The Ballads.

### Performance comercial
"Without You" alcançou o número três na Billboard Hot 100 por seis semanas, permanecendo no top 40 por 21 semanas e na parada por 23. Chegou ao número dois nas paradas pop da Billboard Hot 100 Airplay e Radio & Records (terminando a sequência de Carey de números um consecutivos no último gráfico; todos os dez singles anteriores haviam liderado a parada) e o número três na Hot 100 Single Sales. Foi certificado pela RIAA e vendeu 600 000 cópias no mercado interno. Foi classificada em 16 nas paradas de fim de ano do Hot 100 de 1994.
"Without You" continua sendo o maior sucesso de Carey em toda a Europa. Nas Ilhas Britânicas, onde Carey ainda não havia atingido o primeiro lugar, "Without You" estreou nas paradas britânicas no número um, onde permaneceu por quatro semanas no total, enquanto na Irlanda a faixa foi número um por cinco semanas: "Without You" continua sendo o único hit solo número um de Carey no Reino Unido e na Irlanda, embora ela tenha liderado as paradas dos dois países com sua colaboração em 2000 com o Westlife: "Against All Odds". "Without You" é um dos cinco singles certificados por Carey em ouro no Reino Unido, com vendas combinadas de 548 000 cópias. Também o primeiro no ranking de Carey na Itália, "Without You" foi um grande sucesso na Suíça (com dez semanas não consecutivas no número 1), nos Países Baixos (número um por doze semanas), na Bélgica flamenga e na Suécia (ambas oito semanas no número um), também liderando a parada de singles na Alemanha por quatro semanas e na Áustria por oito semanas, onde o sucesso de Carey havia sido limitado anteriormente. Na França, "Without You" atingiu o número dois e na Noruega, o número três. "Without You" foi certificado em ouro na Alemanha e Áustria pela IFPI e na França pelo SNEP.
Atingindo o número três no Canadá e na Austrália, "Without You" foi o número um na Nova Zelândia: sendo certificado de platina na Austrália pela ARIA, "Without You" também foi certificado em ouro na Nova Zelândia pela RIANZ.

## Recepção crítica
David Browne, da Entertainment Weekly, chamou "Without You" de Carey, de um "remake dos números do sucesso melodramático de 1972 de Nilsson". Stephen Holden, da Rolling Stone, chamou essa música de "candidato mais provável" para baladas como "I Will Always Love You", elogiando como "Carey mergulha em seu registro mais baixo e é acompanhada por cantores de apoio (inclusive ela) ampliados para soar como um poderoso coro gospel". O cantor Chris De Burgh, que regravou "Without You" para seu álbum de covers de 2008 "Footsteps", dizia: "Adorei a música de Nilsson. Pensei que o [cover] de Mariah Carey fosse uma piada. Ela estava perdendo o objetivo. Ele quis dizer isso. Ela não não". A própria Carey indicaria "Without You" em 2008: "Essa música fez muito por mim, mas não é realmente representativa de mim como artista".

### Lista de faixas
CD single mundial
1. "Without You" – 3:38
2. "Never Forget You" – 3:45

Maxi-CD single europeu #1
1. "Without You" – 3:38
2. "Never Forget You" – 3:45
3. "Dreamlover (ao vivo em Here Is Mariah Carey)" – 4:09

Maxi-CD single europeu #2
1. "Without You" – 3:38
2. "Vision of Love" – 3:28
3. "I'll Be There" (com participação de Trey Lorenz) – 4:28
4. "Love Takes Time" – 3:48

## Desempenho nas tabelas musicais
| Tabela musical (1994)                         | Melhor posição |
| --------------------------------------------- | -------------- |
| Alemanha (Offizielle Deutsche Charts)         | 1              |
| Austrália (ARIA)                              | 3              |
| Áustria (Ö3 Austria Top 75)                   | 1              |
| Canadá (The Record)                           | 1              |
| Dinamarca (Tracklisten)                       | 2              |
| Escócia (Scottish Singles Chart)              | 1              |
| Estados Unidos (Billboard Hot 100)            | 3              |
| Estados Unidos (Billboard Adult Contemporary) | 4              |
| Estados Unidos (Billboard R&B/Hip-Hop Songs)  | 7              |
| Estados Unidos (Billboard Mainstream Top 40)  | 2              |
| Estados Unidos (Billboard Rhythmic)           | 9              |
| Europa (European Hot 100 Singles)             | 1              |
| França (SNEP)                                 | 2              |
| Islândia (Íslenski Listinn Topp 40)           | 1              |
| Irlanda (IRMA)                                | 1              |
| Noruega (VG-lista)                            | 3              |
| Nova Zelândia (Recorded Music NZ)             | 1              |
| Países Baixos (Dutch Top 40)                  | 1              |
| Países Baixos (Single Top 100)                | 1              |
| Reino Unido (UK Singles Chart)                | 1              |
| Suécia (Sverigetopplistan)                    | 1              |
| Suíça (Schweizer Hitparade)                   | 1              |

| Tabela musical (1990–99)    | Melhor posição |
| --------------------------- | -------------- |
| Áustria (Ö3 Austria Top 40) | 23             |

| Tabela musical (1993)                            | Melhor posição |
| ------------------------------------------------ | -------------- |
| Alemanha (Official German Charts)                | 1              |
| Austrália (ARIA)                                 | 16             |
| Áustria (Ö3 Austria Top 40)                      | 1              |
| Bélgica (Ultratop 50 Flanders)                   | 3              |
| Canadá (RPM)                                     | 27             |
| Canadá (RPM Adult Contemporary)                  | 31             |
| Estados Unidos (Billboard Hot 100)               | 16             |
| Estados Unidos (Billboard Adult Contemporary)    | 16             |
| Estados Unidos (Billboard Hot R&B/Hip-Hop Songs) | 61             |
| França (SNEP)                                    | 8              |
| Países Baixos (Dutch Top 40)                     | 3              |
| Países Baixos (Single Top 100)                   | 6              |
| Reino Unido (Official Charts Company)            | 6              |
| Nova Zelândia (Recorded Music NZ)                | 21             |
| Suécia (Sverigetopplistan)                       | 4              |
| Suíça (Schweizer Hitparade)                      | 1              |

| Região                                                                                             | Certificação | Vendas   |
| -------------------------------------------------------------------------------------------------- | ------------ | -------- |
| Alemanha (BVMI)                                                                                    | Platina      | 500,000^ |
| Austrália (ARIA)                                                                                   | 2× Platina   | 140,000^ |
| Áustria (IFPI Áustria)                                                                             | Platina      | 50,000*  |
| Estados Unidos (RIAA)                                                                              | Ouro         | 500,000  |
| França (SNEP)                                                                                      | Ouro         | 250,000* |
| Nova Zelândia (RMNZ)                                                                               | Ouro         | 5,000*   |
| Países Baixos (NVPI)                                                                               | Platina      | 75,000^  |
| Reino Unido (BPI)                                                                                  | Ouro         | 548,000  |
| Suíça (IFPI Suíça)                                                                                 | Platina      | 25,000^  |
| *números de vendas baseados somente na certificação ^distribuições baseadas apenas na certificação |              |          |